# Команда Г
«Команда Г» — український анімаційний серіал режисера Андріана Сахалтуєва.

## Про фільм
Анімаційний сатиричний серіал про футбольну команду обласного центру, головна ідея полягає на тому, що кожен, де б він не знаходився і ким би він не був, може перевершити самого себе і зробити щось добре і важливе.